# Communauté de communes des Villes d'Oyse
La Communauté de Communes des Villes d'Oyse  (CCVO) est une ancienne structure intercommunale française, située dans le département de l'Aisne.
Elle a fusionné avec d'autres pour constituer le 1er janvier 2017 la Communauté d'agglomération Chauny-Tergnier-La Fère.

## Historique
La communauté de communes a été créée par un arrêté préfectoral du 12 novembre 1992.
Bien que n'étant pas concernées par les seuils démographiques de la loi portant nouvelle organisation territoriale de la République (Loi NOTRe) du 7 août 2015, prévoyant que les établissements publics de coopération intercommunale (EPCI) à fiscalité propre doivent avoir un minimum de 15 000 habitants,, le schéma départemental de coopération intercommunale (SDCI) approuvé par le préfet de l'Aisne du 30 mars 2016 prévoyant notamment la fusion de la communauté de communes Chauny-Tergnier  et de la communauté de communes des Villes d'Oyse pour créer une communauté d'agglomération,  intégrant les communes de Bichancourt, Manicamp et Quierzy (issues de la communauté de communes du Val de l'Ailette).
Malgré leurs réticences,,, cette fusion est mise en œuvre par l'arrêté préfectoral n°2016-1079 du 15 décembre 2016 qui crée la communauté d'agglomération Chauny-Tergnier-La Fère.

## Territoire communautaire

### Composition
En 2016, l'intercommunalité était composée des 21 communes suivantes :
| Nom                    | Code Insee | Gentilé                  | Superficie (km2) | Population (dernière pop. légale) | Densité (hab./km2) |
| ---------------------- | ---------- | ------------------------ | ---------------- | --------------------------------- | ------------------ |
| La Fère (siège)        | 02304      | Laférois                 | 6,73             | 2 847 (2014)                      | 423                |
| Achery                 | 02002      | Acheryens                | 6,90             | 614 (2014)                        | 89                 |
| Andelain               | 02016      | Andelainois              | 2,91             | 218 (2014)                        | 75                 |
| Anguilcourt-le-Sart    | 02017      | Anguilcourtois           | 9,14             | 308 (2014)                        | 34                 |
| Beautor                | 02059      | Beautorois               | 7,44             | 2 695 (2014)                      | 362                |
| Bertaucourt-Epourdon   | 02074      | Bertaucourtois           | 7,46             | 618 (2014)                        | 83                 |
| Brie                   | 02122      | Briois                   | 2,80             | 55 (2014)                         | 20                 |
| Charmes                | 02165      | Carpiniens               | 3,66             | 1 624 (2014)                      | 444                |
| Courbes                | 02222      | Courbesiens ou Courbéens | 3,16             | 31 (2014)                         | 9,8                |
| Danizy                 | 02260      | Daniziens                | 4,49             | 588 (2014)                        | 131                |
| Deuillet               | 02262      | Deuilletois              | 3,76             | 223 (2014)                        | 59                 |
| Fourdrain              | 02329      | Fourdrinois              | 9,45             | 421 (2014)                        | 45                 |
| Fressancourt           | 02335      | Fressancourtois          | 2,51             | 201 (2014)                        | 80                 |
| Mayot                  | 02473      | Mayotains                | 3,42             | 205 (2014)                        | 60                 |
| Monceau-lès-Leups      | 02492      | Lupimoncelliens          | 13,30            | 471 (2014)                        | 35                 |
| Rogécourt              | 02651      | Rogécourtois             | 5,54             | 99 (2014)                         | 18                 |
| Saint-Gobain           | 02680      | Gobanais                 | 29,73            | 2 248 (2014)                      | 76                 |
| Saint-Nicolas-aux-Bois | 02685      | Saint-Nicoliens          | 6,64             | 118 (2014)                        | 18                 |
| Servais                | 02716      | Servaisiens              | 5,51             | 300 (2014)                        | 54                 |
| Travecy                | 02746      | Travecyens               | 14,52            | 691 (2014)                        | 48                 |
| Versigny               | 02788      | Versigniens              | 12,89            | 474 (2014)                        | 37                 |

### Démographie
| 1968   | 1975   | 1982   | 1990   | 1999   | 2008   | 2013   |
| ------ | ------ | ------ | ------ | ------ | ------ | ------ |
| 17 683 | 16 373 | 15 416 | 15 159 | 14 908 | 14 923 | 15 137 |

## Organisation

### Siège
Le siège de l'intercommunalité était à La Fère, 16 rue Albert Catalifaud.

### Élus
La Communauté d'agglomération était administrée par son conseil communautaire, composé de conseillers communautaires, qui sont des conseillers municipaux des communes membres, répartis essentiellement en fonction de la population des communes concernées.

### Liste des présidents
| Période                                  | Période          | Identité   | Étiquette | Qualité |
| ---------------------------------------- | ---------------- | ---------- | --------- | --- |
| Les données manquantes sont à compléter. |                  |            |           | |
| 2008                                     | 31 décembre 2016 | Guy Paquin | DVG       | Maire de Saint-Gobain (2001 → 2014) Président de Valor’Aisne (syndicat départemental de traitement des déchets) (2013 → ) |

## Compétences
L'intercommunalité exerçait les compétences qui lui avaient été transférées par les communes membres, dans les conditions définies par le code général des collectivités territoriales.

### Régime fiscal et budget
La Communauté de communes était un établissement public de coopération intercommunale à fiscalité propre.
Afin de financer l'exercice de ses compétences, la communauté de communes percevait une fiscalité additionnelle aux impôts locaux des communes, avec fiscalité professionnelle de zone (FPZ ) et sans fiscalité professionnelle sur les éoliennes (FPE).
Elle collectait également la taxe d'enlèvement des ordures ménagères (TEOM), qui finançait le fonctionnement de ce service public.